# Louis Salomons
Louis Salomons (Amsterdam, 15 juli 1921 – Naarden, 24 december 1970) was een Nederlands fagottist.
Louis Salomons was de zoon van Christina Schraagé en Henri Salomons. Tussen 1941 en 1949 (echtscheiding) was hij getrouwd met fluitiste Jacoba Alida Oud.
Hij begon al op jonge leeftijd met de fagot. Op zijn vijftiende studeerde hij af aan het Muzieklyceum Amsterdam bij Piet Elders, eerste fagottist van het Koninklijk Concertgebouworkest. Hij vond meteen werk bij de omroeporkesten in Hilversum. In 1937 deed hij auditie voor het Palestine Symphony Orchestra dat opgericht was door Arturo Toscanini en werd aangenomen. Het jaar daarop kwam hij terug naar Nederland en kreeg een aanstelling als plaatsvervangend solofagottist bij het  Concertgebouworkest. In juni 1941 werd het orkest getroffen door de ariseringsmaatregel van het Nazi-regime. Alle Joodse musici werden ontslagen. Tussen november 1941 en juli 1942 maakte Salomons deel uit van het Joodsch Symphonie Orkest. Nadat dit orkest in de zomer van 1942 opgeheven was, dook hij onder; Hij verbleef op verschillende onderduikadressen, waaronder Amstel 188 in Amsterdam.
Salomons wist te overleven en sloot zich na de bevrijding weer aan bij het Concortgebouw orkest. 
In september 1946 vertrok hij naar Cuba om in het Orquesta Filarmonica de La Havana te gaan spelen onder leiding van Erich Kleiber, In 1953 vertrok hij op verzoek van Sergiu Celibidache naar het Orquesta Nacional de Mexico  van Mexico-Stad. Daar gaf hij ook les aan het plaatselijk conservatorium. Hij verwierf in Mexico een uitstekende reputatie. Hij werd de "beste fagottist ter wereld" genoemd. Vanaf 1967 werkte hij ook regelmatig bij het Residentie Orkest.
Hij overleed aan een verkeersongeluk en werd gecremeerd op Westerveld. 
In 2020 werd zijn naam opgenomen in het Gedenkteken Joodse Musici in het Concertgebouw; een postuum eerbetoon van het orkest aan de tijdens de arisering ontslagen orkestleden.